# Madame de Staël
Anne-Louise Germaine Necker, barones van Staël-Holstein, met als roepnaam  Germaine de Staël ook bekend onder de naam Madame de Staël (uitspraak: [stal]) (Parijs, 22 april 1766 – aldaar, 14 juli 1817), was een Frans-Zwitsers romanschrijfster, essayiste en filosofe. Ze organiseerde een literaire salon in Parijs en (al of niet noodgedwongen) in het Zwitserse Coppet. Zij werd uitgewezen door Napoleon Bonaparte en reisde daardoor rond in Europa. De Staël bouwde intellectuele contacten en sloeg – als reactie op het Franse rationalisme – een brug met de Duitse romantiek. Madame de Staël was in politiek opzicht gematigd vooruitstrevend en bewonderde het Engelse parlementaire systeem, dat zij als voorbeeld zag voor Frankrijk. Hoewel zij als vrouw geen politieke macht kon hebben, beschikte ze over aanzienlijke invloed, genoeg om in 1814 naast Engeland en Rusland ironisch een soort "supermacht" genoemd te worden. De Staël mengde politiek en liefde.

## Biografie

### Jeugd
Germaine Necker was de dochter van de bankier Jacques Necker, afkomstig uit Genève, een miljonair die het driemaal tot minister van Financiën van Lodewijk XVI bracht.  Haar moeder, Suzanne Curchod, de dochter van een dominee, gezelschapsdame, ooit verloofd met Edward Gibbon voedde haar op met de ideeën van Jean-Jacques Rousseau. Al op jonge leeftijd maakte Germaine in de salon van haar moeder kennis met de schrijvers en filosofen van de Verlichting: onder anderen Diderot, d'Alembert, Buffon, Jean-François Marmontel, Friedrich Melchior Grimm en Jacques-Henri Bernardin de Saint-Pierre. Beide ouders waren calvinistisch, maar van een vrijzinnig soort. Het sociale leven van haar ouders leidde tot een enigszins verwaarloosde en wilde Germaine, die niet buigen wilde voor de eisen van haar moeder, op haar dertiende overspannen raakte, en zich op haar vader richtte.

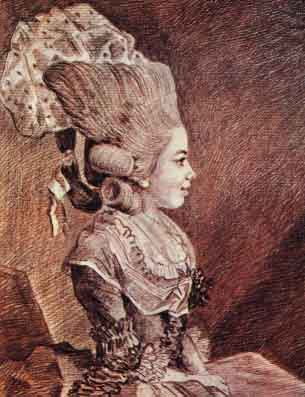
Germaine Necker in 1780

Nadat haar vader in 1781 voor de eerste keer een gedrukte begroting liet zien, inzicht gaf in de geldverslindende activiteiten van het hof, vervolgens zijn ontslag indiende als minister, toen hij niet werd benoemd in de Raad van State, verlieten de Neckers het drukke leven van Parijs; haar familie betrok het gehuurde kasteel de Beaulieu aan het Meer van Genève, niet ver van Lausanne. De familie zou er gedurende enkele jaren verblijven. Germaine reisde zelf in die periode rond, vooral in het zuiden van Frankrijk. In 1785 keerde Necker terug naar de omgeving van Parijs. Germaine Necker hervatte ondertussen haar literaire werk. In 1786 liet zij Sophie ou les Sentiments secrets, een drama in verzen, anoniem uitgegeven.

### Huwelijk

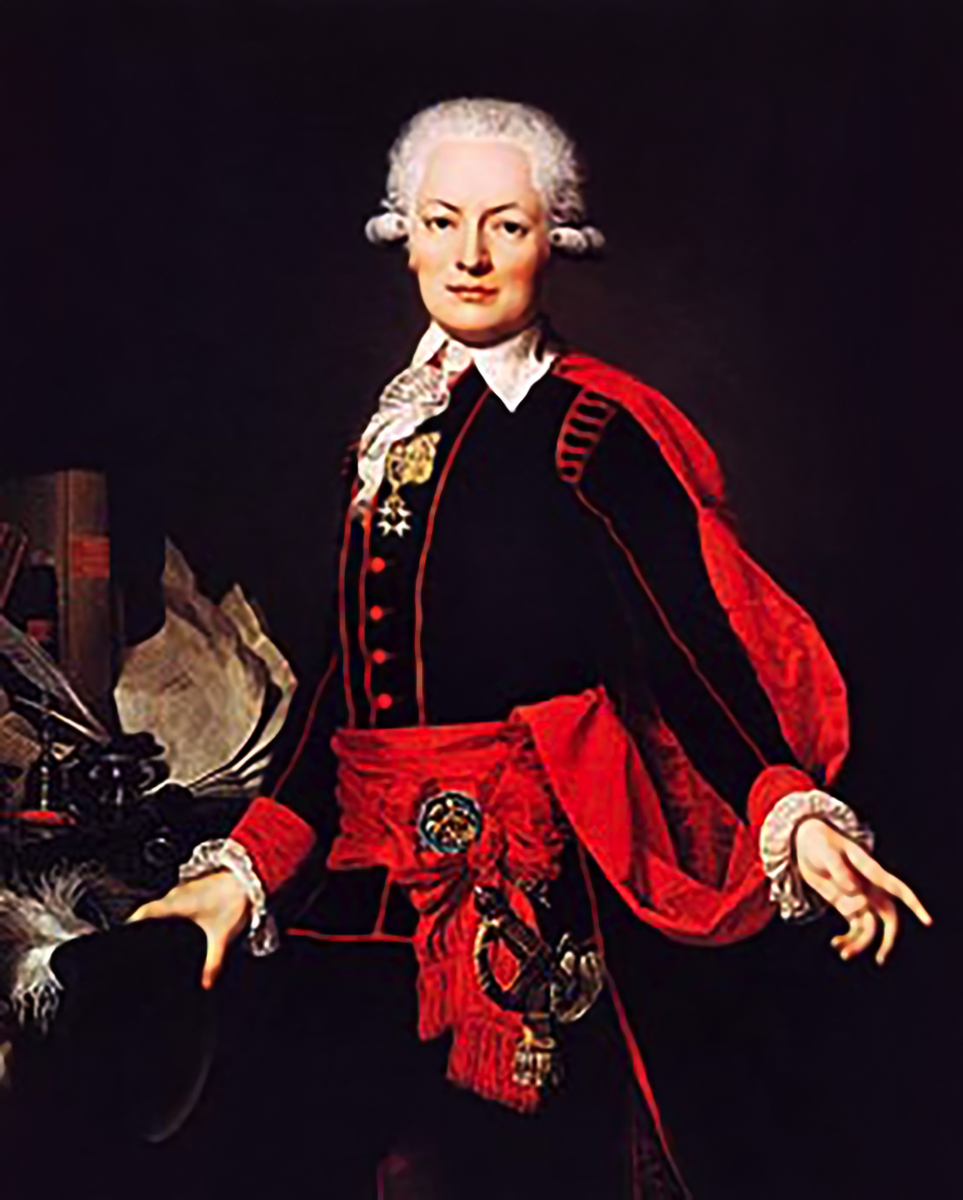
Baron Erik Magnus Staël von Holstein

Germaine Necker was door haar fortuin een gewilde huwelijkspartner en velen dongen naar haar hand. De voorkeur van haar ouders voor een protestant beperkte haar keuze. Er was enige tijd sprake van belangstelling van William Pitt de Jongere, de Britse toekomstige premier, maar ze wilde hem niet. In 1786 huwde ze de 37-jarige Zweedse ambassadeur in Parijs, Erik-Magnus, baron van Staël-Holstein in de huiskapel van de ambassade. Zelf was ze nog maar twintig.  Er was weinig affectie tussen Germaine Necker en haar man, maar het huwelijk was voor beide partijen voordelig: hij kreeg via zijn vrouw het nodige geld en zij kreeg als vrouw van de ambassadeur meer aanzien. Germaine overschaduwde haar echtgenoot met haar intellectuele capaciteiten. Op tactische wijze nam zij de salon van haar moeder over; zij leerde nieuwe minnaars als Talleyrand en Louis Marie de Narbonne-Lara kennen. Tussen 1787 en 1797 zou Germaine vier kinderen krijgen, waarvan alleen het eerste aan De Staël wordt toegeschreven.

### Eerste literaire stappen in revolutionaire tijden
Mme de Staëls literaire carrière begon in 1788 openlijk met Lettres sur les ouvrages et le caractère de J.J. Rousseau. Het was een loftuiting op Jean-Jacques Rousseau, de Zwitsers-Franse wegbereider van de Romantiek en kritiek op zijn echtgenote. Zij gaf duidelijk blijk van haar talent, alsmede van haar steun voor de toenmalige constitutionele stroming in de politiek. Mogelijk was zij betrokken bij de derde benoeming van haar vader als minister van Financiën, die in 1789 in de problemen zou raken. De Staël was op 4 en 5 mei 1789 aanwezig bij de opening van de Franse Staten-Generaal.

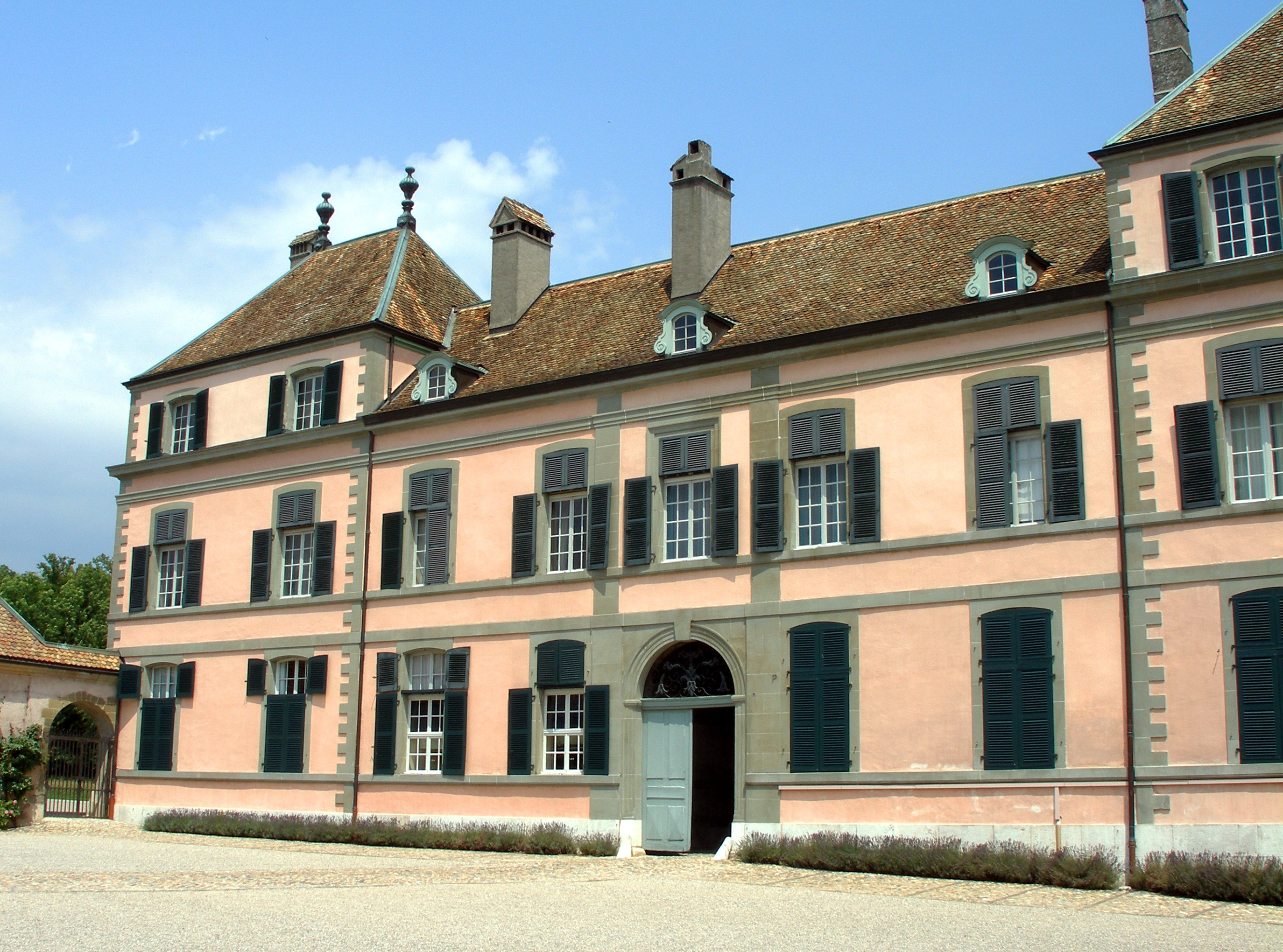
Het château de Coppet, dat bewoond werd door Jacques Necker en Madame de Staël

Haar vader, Jacques Necker, die wel een kundig financier was, maar in die tijd van ongekende politieke en culturele woelingen besluiteloos of niet behendig genoeg was als politicus, had zowel bij de revolutionairen als bij de koning alle steun verloren. Zijn horloge liep achter volgens de Graaf de Mirabeau. Necker vertrok in 1790 met zijn vrouw voorgoed naar Coppet. Mme de Staël bleef in Parijs.  Zoals zovelen uit de gegoede burgerij en de adel stond Mme de Staël aanvankelijk vrij positief tegenover de Franse Revolutie, hoewel ze het excessieve geweld en de aanval op persoonlijk eigendom aan de kaak stelde. Haar positie als ambassadeursvrouw werd steeds belangrijker als persoonlijke bescherming, toen het revolutionaire geweld escaleerde. De dag voor de septembermoorden ontvluchtte zij Parijs, samen met onder anderen de revolutionaire schrijver en journalist Jean Lambert Tallien, die niet lang daarna een aanval zou doen op Robespierre. Of Mme de Staël ooit echt in levensgevaar was, valt niet te achterhalen; haar eigen verslag hiervan is te bloemrijk om helemaal waar te zijn. Zeker is dat ze haar diplomatieke status gebruikte om enkele van haar vrienden tegen revolutionaire vijanden te beschermen, waardoor zijzelf ook risico’s liep. 

### Salons te Coppet en te Parijs

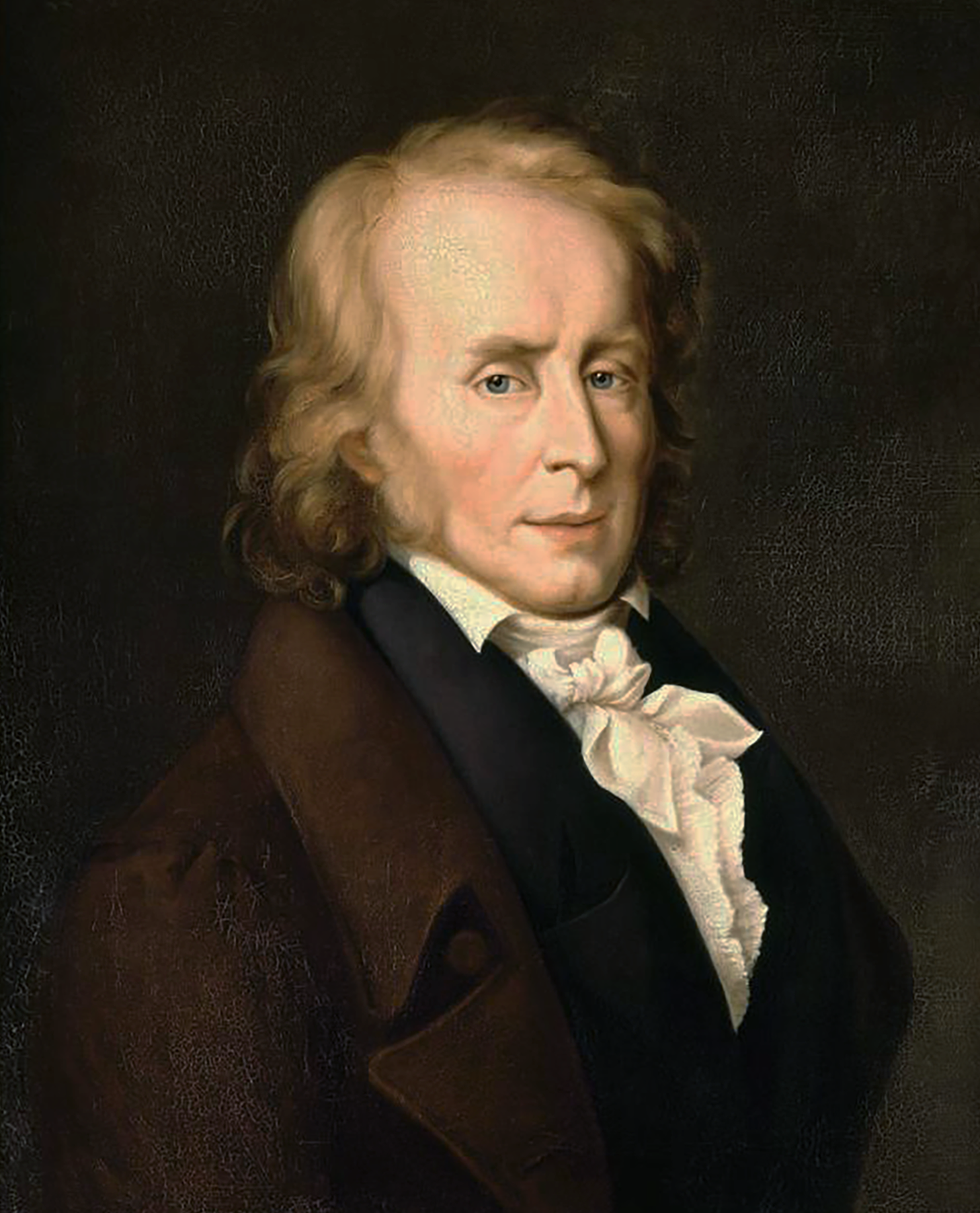
Benjamin Constant

Mme de Staël vluchtte naar Coppet, waar ze de grondslag legde voor haar succesvolle salon door haar vrienden en medevluchtelingen, de Émigrés, om zich heen te verzamelen. In 1793 bezocht ze Engeland, waar ze zich vestigde in Surrey en het centrum vormde waar andere gematigd liberale emigranten zoals Talleyrand, Narbonne en de markies de Jaucourt zich bij aansloten. In de zomer van dat jaar keerde ze terug naar Coppet, bezocht Belle van Zuylen en schreef er een pamflet over de terechtstelling van koningin Marie Antoinette, Réflexions sur le procès de la reine. Na haar tweede bezoek aan Belle van Zuylen ontmoette ze in 1794 Benjamin Constant bij Lausanne, met wie zij een stormachtige liefdesrelatie begon. Constant chanteerde haar met een zelfmoordpoging. Na de val van Robespierre en het einde van zijn Terreur was voor haar de weg naar Parijs weer open. Er volgde een felle briefwisseling met Belle, toen Benjamin met Germaine in mei naar Parijs vertrok.
In 1795 opende ze in de Zweedse ambassade in de Rue du Bac een salon. Er werd van haar gezegd dat ze 's ochtends Jacobijnen op bezoek kreeg, 's avonds Émigrés en bij het diner alle anderen. In overeenstemming met de nieuwe Franse Grondwet van 1795 zou een tweekamerstelsel worden geïnstalleerd: een Raad van Vijfhonderd en een Raad van Ouden. De royalisten verloren hun positie na de Opstand van 13 Vendémiaire. Ze pleitte voor een legale reactie op de revolutie en verzette zich tegen fanatisme. Baron de Staël werd door de Zweedse regent Karel XIII van Zweden in 1795 opnieuw benoemd als ambassadeur in Frankrijk, toen het Directoire aan de macht kwam. Mme de Staël was vanwege haar status als Émigré verdacht bij de machthebbers en moest in oktober de wijk nemen. Ze heropende haar salon in Hôtel de Salm-Dyck. Ze werd een opvallende persoon in de Parijse 'beau monde', en moest constateren dat Napoleon niet gevoelig was voor haar charmes. Niettemin kon Germaine sympathie voor Napoleon opbrengen toen hij de Republiek Venetië ophief.
In 1797 werd haar man teruggeroepen naar Zweden en leefden zij officieel gescheiden. In dat jaar werd haar vierde kind Albertine geboren; de vader was Benjamin Constant. Madame de Staël zou zorgen dat Talleyrand werd voorgesteld aan Paul Barras en opgenomen werd als minister van Buitenlandse Zaken.

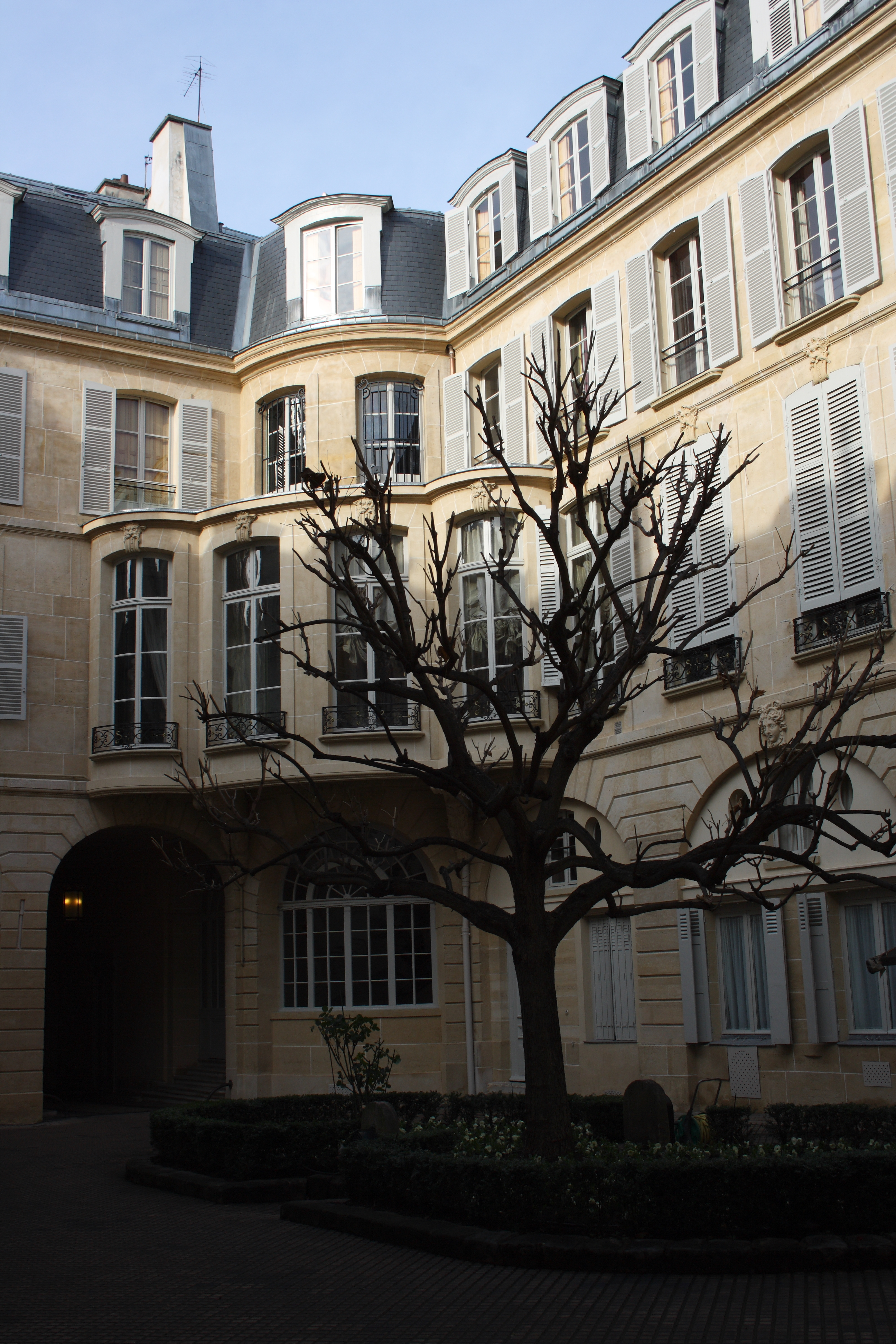
Hôtel de Salm-Dyck

In deze periode publiceerde zij De l’influence des passions (1796) en De la littérature considérée dans ses rapports avec les institutions sociales (1800). Dit laatste werk is een belangrijk essay over literatuurgeschiedenis, dat wil zeggen de invloed van de religie, zeden en wetten op de literatuur. Het is een van haar bekendste werken.
De invloed van Mme de Staël in deze periode was vrij groot. Zo nam zij het om politieke en persoonlijke redenen op tegen Napoleon. Mme de Staël had voorkeur voor een "gematigde" republiek. De ideeën van de luidruchtige barones irriteerden Napoleon, die inmiddels weinig waardering meer voor haar kon opbrengen en haar de oorlog verklaarde. Constant werd niettemin in het Tribunaat benoemd.

### Conflict met Napoleon
Rond 1800 had zich een conflict ontwikkeld tussen Mme de Staël en de eerste consul van het driemanschap, Napoleon Bonaparte. Beiden waren sterke persoonlijkheden die een grote invloed hadden, zij het van zeer verschillende orde. Volgens Mme de Staël was Napoleon een man zonder gevoel, die rationeel en strategisch dacht.  Zij verwierf de bescherming van verscheidene personen, zeer tegen de zin van Napoleon. Bovendien verdacht de keizerlijke politie haar ervan samen te spannen met de generaals Moreau en Jean-Baptiste Bernadotte, de latere koning Karel XIV Johan van Zweden.

### Verbanning

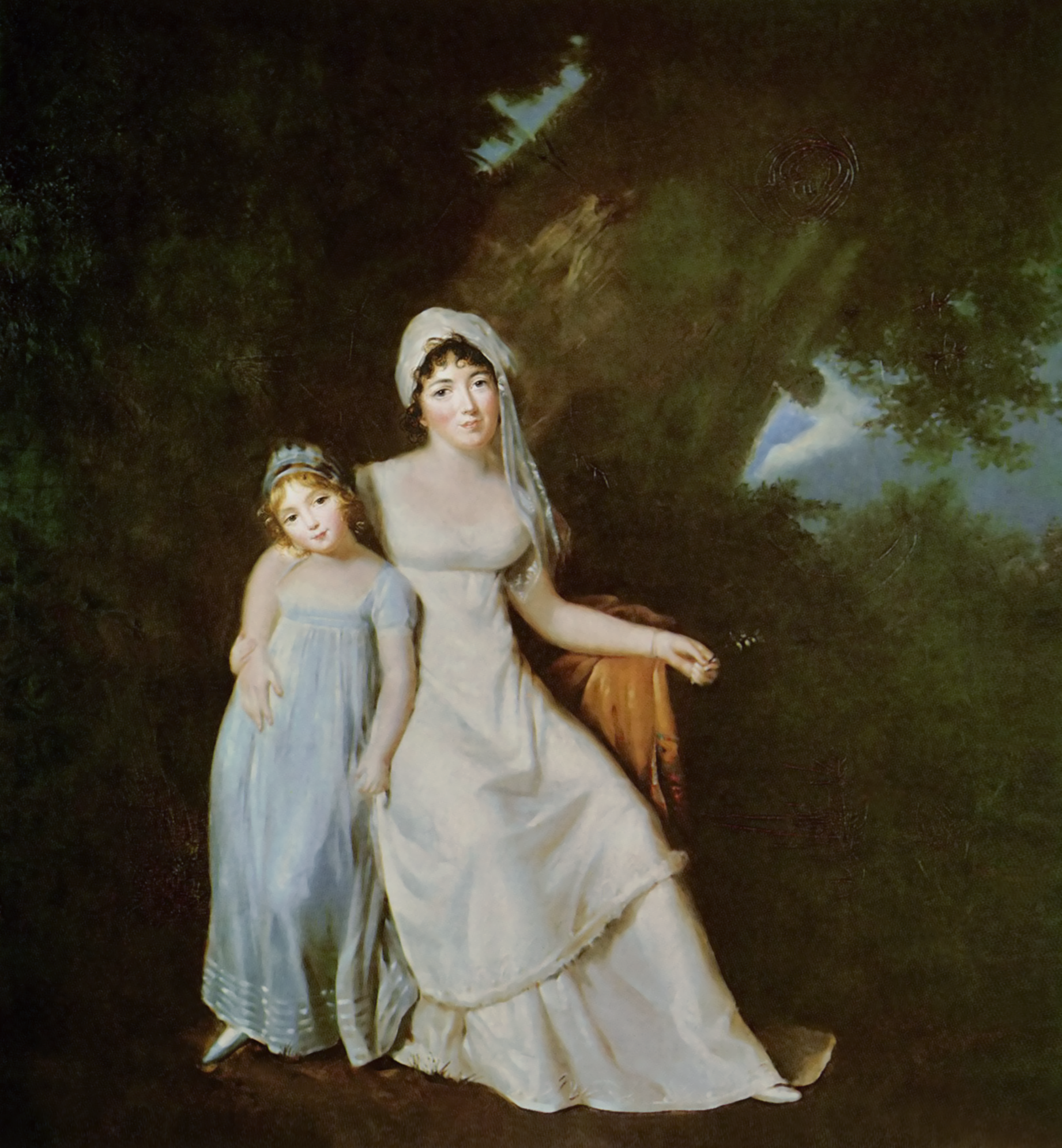
Madame de Staël en haar dochtertje Albertine, geschilderd door Marguerite Gérard rond 1805

Op 13 oktober 1803 werd Mme de Staël, die in Maffliers woonde, opgedragen om veertig mijl van Parijs verwijderd te blijven. Als antwoord op deze verbanning, die zij zelf als "een straf wreder dan de dood" beschreef, besloot zij hierop om door Europa te reizen. Het kwam goed uit dat zij rond 1800 Duits had geleerd. Zij begon haar reis in Duitsland en reisde in het gezelschap van de intellectuele Franse officier Charles de Villers en Benjamin Constant van Metz naar Frankfurt en Weimar, waar zij de winter doorbracht. Zij werd daar hartelijk ontvangen aan het hof van August van Saksen-Gotha-Altenburg. Germaine ontmoette de grote Duitse romantici van hun tijd, Goethe, Schiller en Wieland. In Berlijn ontmoette zij de Duitse romantische schrijver, criticus en vertaler August Wilhelm von Schlegel, die huisleraar en een veel geziene figuur in haar salon te Coppet zou worden. Zij vatte in die periode het plan op om over Duitsland te gaan schrijven. Zij reisde door naar Berlijn, waar zij het bericht van haar vaders ziekte en dood kreeg van Constant, die terug was gegaan naar Zwitserland, toen hij haar gezelschap en voortdurend aandacht vragende karakter niet langer kon verdragen. Mme De Staël keerde terug naar Coppet, waarvan zij nu de enige eigenares was. De zomer bracht zij door in een kosmopolitisch gezelschap (met onder anderen haar vriend Schlegel, de schrijfster Juliette Récamier, Constant, de Zwitserse historicus Sismondi en de militair, prins August van Pruisen), allen tegenstanders van Napoleon. In de herfst van 1804 reisde zij naar Italië, in het gezelschap van twee haar adorerende mannen, Sismondi en Schlegel, en verzamelde daar het materiaal voor haar tweede roman, Corinne ou l’Italie. In 1806 verbleef zij opnieuw een tijd ongestoord in Frankrijk (Aubergenville) en kreeg bezoek van Friedrich Schlegel. Mme de Staël publiceerde in 1807 haar roman Corinne, die een grote invloed zou hebben op de literatuur van de komende halve eeuw. Het was de eerste esthetische roman die niet in het Duits was geschreven ; destijds werd zo'n roman denigrerend getypeerd als een schelmenroman. Uiteindelijk werd zij door de keizerlijke politie aan haar verbanning herinnerd en werd zij gedwongen terug te keren naar Coppet. In de jaren 1807-1808 maakte zij vanuit Coppet nog meer reizen door Europa, onder andere naar Wenen.

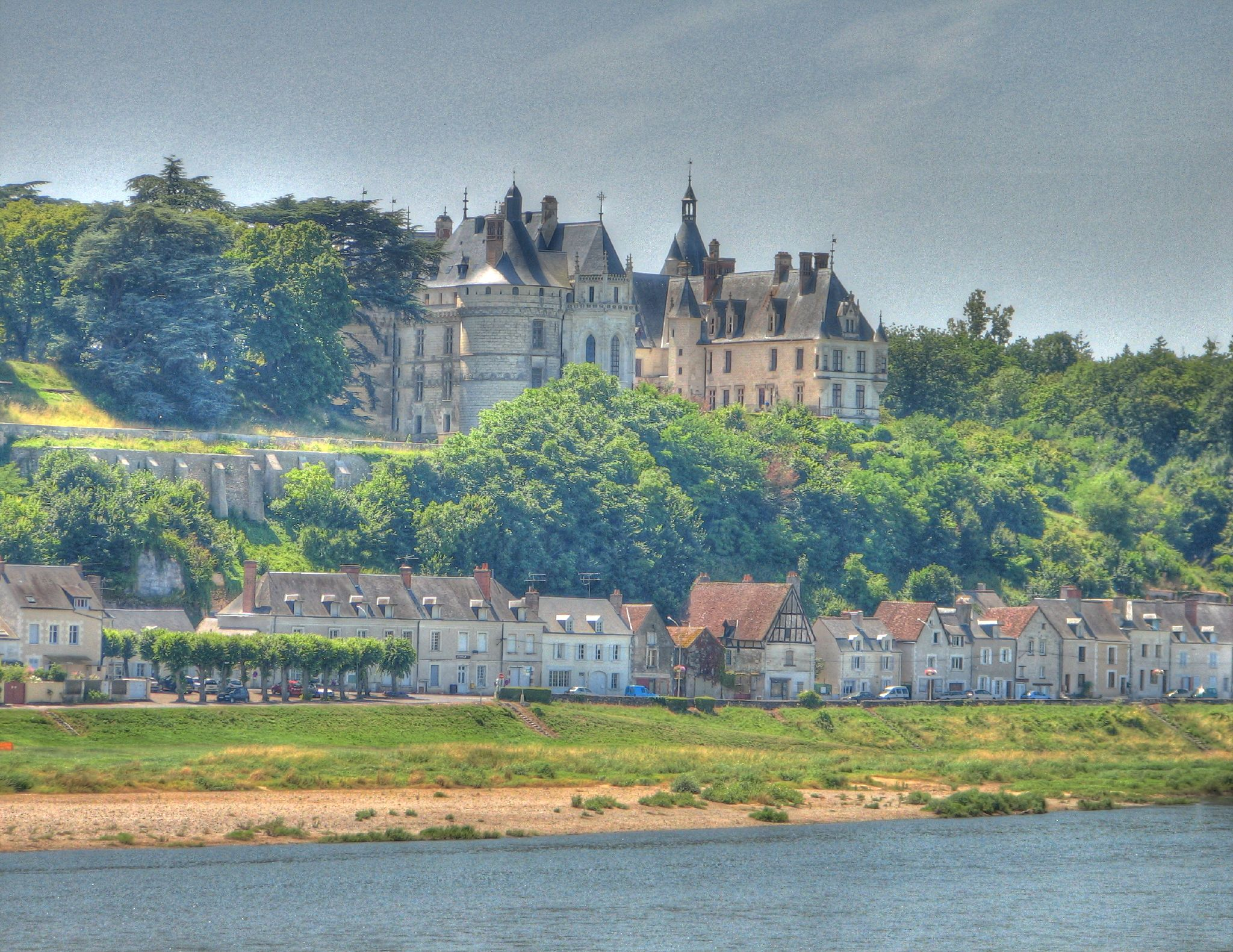
In 1810 kocht Mme de Staël het Kasteel van Chaumont-sur-Loire.

In 1808 begon zij ook aan haar werk De l’Allemagne, waaraan zij de volgende twee jaar bijna onafgebroken werkte. Dit werk werd uitgegeven in 1810, en zou de invloedrijkste van al haar publicaties worden. Zij schetste een geïdealiseerd beeld van het toen door Frankrijk onder de voet gelopen Duitsland, dat zij ten voorbeeld stelde aan het gecentraliseerde, militaristische en dictatoriale Frankrijk. Het zou nog tientallen jaren voor Franse intellectuelen verhullen dat Duitsland op het punt stond Frankrijk in demografisch, economisch en militair opzicht voorbij te streven. Zij wist wel dat zij hiermee de grenzen van het Franse censuurbeleid aftastte en schreef een brief aan Napoleon die hem gunstig had moeten stemmen, maar geheel in verkeerde aarde viel. Het werk werd verboden door de keizer en de politie nam de hele oplage (tienduizend exemplaren) in beslag. Bovendien werd haar verbanning uitgebreid van Parijs tot heel Frankrijk. Mme de Staël gaf te kennen naar de Verenigde Staten te willen emigreren, maar trok zich terug in Coppet. In de periode die daarop volgde ontmoette zij de jonge Zwitsers/Italiaanse officier, en oorlogsinvalide "John" Rocca, drieëntwintig jaar jonger dan zij, aan wie zij op haar 46e in 1812 te Coppet in het geheim een zoon (Louis-Alphonse) baarde. Het was haar vijfde kind. In 1816 zou zij in het geheim met hem trouwen.

### Omzwerving door Europa
Geleidelijk aan werd niet alleen Mme de Staël het leven zuur gemaakt door de verbanning, maar ontsnapten ook zij die haar salon frequenteerden niet aan represailles. Mathieu de Montmorency, voogd over haar kinderen en Mme Récamier werden bijvoorbeeld verbannen omdat zij haar bezochten. Mme de Staël besloot daarop om Napoleons Frankrijk maar te mijden en bleef, in een Europa dat nu voor een groot deel onder Napoleontisch bewind stond, meestal in haar kasteel in Zwitserland. Toch verliet ze in de lente van 1812 Coppet en reisde via Bern, Innsbruck en Salzburg naar Wenen. Van daaruit reisde zij door naar Rusland, verbleef te Sint-Petersburg, waar zij de dichter Aleksandr Poesjkin ontmoette. Napoleon was op dat moment bezig met zijn opmars naar Moskou. Mme de Staël vervolgde haar reis via Finland en Zweden. Zij bracht de winter van 1812-'13 door in Stockholm, waar zij Réflexions sur le suicide uitgaf. Vanuit Stockholm reisde zij door naar Engeland en in juni 1813 kwam zij aan in Londen, waar zij als heldin ontvangen werd. In de herfst van dat jaar bracht zij daar De l’Allemagne opnieuw uit. Zij kreeg er ook bericht van het overlijden van haar zoon Albert, die zich bij het Zweedse leger had gevoegd en was gedood in een duel ten gevolge van een geschil bij het gokken. Tijdens haar verblijf te Londen werkte zij eveneens aan haar werk Considérations sur la révolution française.

### Terugkeer naar Frankrijk
Napoleon was inmiddels naar Elba verbannen en Mme de Staël keerde in mei 1814 terug naar Parijs, waar toen Lodewijk XVIII op de troon zat. Zij sympathiseerde met de constitutionele monarchie en sloot zich met tegenzin aan bij het kamp van het reactionaire huis Bourbon. In 1815 vluchtte zij bij Napoleons landing vanuit Elba weer naar Coppet, hoewel zij Napoleons terugkeer niet helemaal veroordeelde; de Bourbons bleken in haar opinie niets goeds te bieden te hebben. Na Napoleons definitieve nederlaag te Waterloo in juni 1815 vertrok zij naar Italië voor haar eigen gezondheid en die van Rocca, met wie zij trouwde. Haar dochter Albertine trouwde in datzelfde jaar met hertog Victor de Broglie, een Frans staatsman. In de zomer van dat jaar verbleef de familie weer te Coppet en ontving Mme de Staël zoals vanouds weer een bont gezelschap in haar salon, waaronder veel Engelsen, zoals Lord Byron. Ook haar salon in Parijs kende in de winter van 1816-17 veel succes, ondanks haar slechter wordende gezondheid. Zij waagde zich zelfs aan de journalistiek in het tijdschrift Mercure de France. In het voorjaar van 1817 moest zij verlamd het bed houden. Zij overleed uiteindelijk op 14 juli 1817. Haar man stierf bijna zes maanden later.

## Literaire en sociale betekenis
Het literaire belang van Mme de Staël is omstreden. Aan de ene kant werd zij enorm geprezen door de intellectuelen van haar tijd omdat zij beschouwd werd als een van de wegbereiders van de Romantiek in Frankrijk, dankzij haar ontvankelijkheid voor andere culturen en ideeën. De Staël had charme en een groot talent voor conversatie; via haar salons werden de ideeën van de Romantiek verspreid onder de Franse intelligentsia. Aan de andere kant werd zij erg weinig gelezen en publiceerde niet vaak. Sommigen verwijten haar zelfs dat zij weinig echt origineel materiaal aanbracht en dat haar werk voornamelijk bestaat uit reflecties op andermans ideeën en werk. Ook wordt haar verweten een vaak hoogdravende en oversentimentele stijl te hanteren.

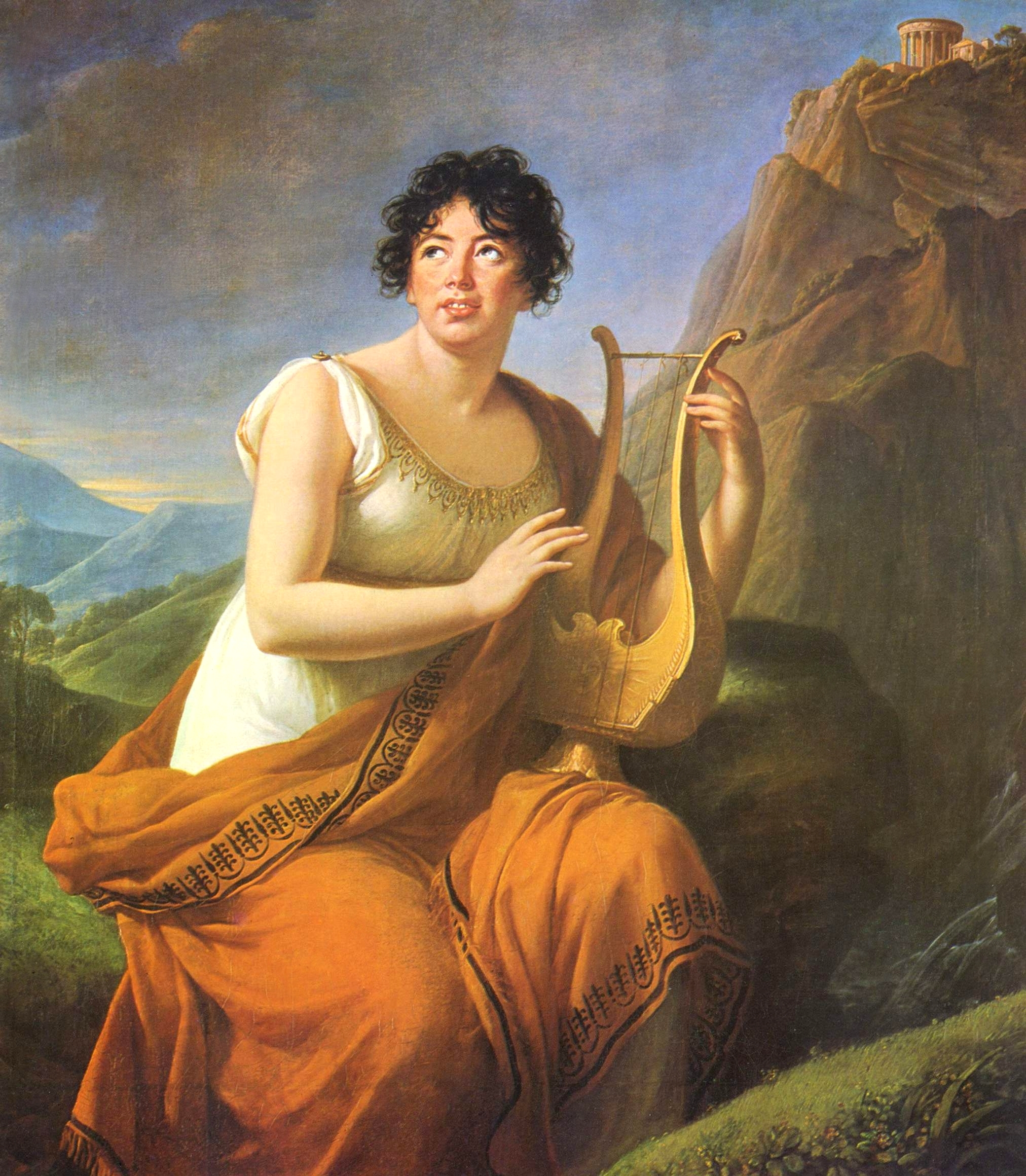
Madame de Staël als Corinne, geschilderd door Elisabeth Vigée-Lebrun in 1808 (Musée d'art et d'histoire, Genève).

Haar belangrijkste werken zijn haar essay De l’Allemagne en haar romans Delphine en Corinne.
Corinne ou l’Italie (1807) was, net zoals haar roman uit 1802, Delphine, een roman met een autobiografische inslag. Beide romans zijn een mengeling van ideologische, historische en culturele overpeinzingen en nauwelijks verhulde persoonlijke ontboezemingen.
- Delphine, een briefroman, speelde zich af in 1790-91 en was een politiek pleidooi dat toont hoe het ancien régime zich afzette tegen de nieuwe maatschappelijke tendensen. Delphine kan dus worden beschouwd als een werk dat de liberale ideeën verwoordt.
- In Corinne maakt Frankrijk kennis met de Italiaanse maatschappij. Mme de Staël zag er intellectuele en artistieke vernieuwing en de belofte van vrijheid. Drie personages, Corinne, Oswald en D’Erfeuil, vertegenwoordigen elk een verschillende natie, respectievelijk Italië, Engeland en Frankrijk. Zij wisselen van ideeën en gevoelens, een mengeling die typisch is voor het werk van Mme de Staël. De heldin, Corinne, is een vrouw van rond de veertig waarin de auteur zelf herkend kan worden.

Mme de Staël kan als een rebel worden beschouwd ten tijde van het Empire. Na de revolutie bracht het bewind van Napoleon voor vrouwen een terugkeer naar een meer onderdanige rol met zich mee. De Code civil van Napoleon bevestigde de overheersende rol van de man en plaatste de vrouw op hetzelfde niveau als kinderen en bedienden. Echtscheiding werd vrijwel onmogelijk. De meeste vrouwen schikten zich in deze rol, waardoor de moed van Mme de Staël des te duidelijker uitkomt. Zij tartte Napoleon in haar salons op het intellectuele vlak en in haar levenswandel op het zedelijke vlak. Maar hoewel twee van haar romans een vrouw als hoofdpersonage hebben, zijn haar werken toch geen voorbeelden van feminisme in de hedendaagse zin des woords. De heldinnen van Mme de Staël zijn vaak verslagen vrouwen die moeten boeten voor hun anders zijn dan mannen en voor hun intelligentie. Zij tonen een zekere berusting in mannelijke overheersing. Zij erkennen tot op zekere hoogte zelfs hun eigen inferioriteit wanneer zij zich beklagen geen man te zijn.

## Citaten

### Citaten uit haar werk
- L'amour-propre est ce qu'il y a au monde de plus inflexible. (Corinne) (Vert: Eigenliefde is een van de meest onbuigzame dingen in de wereld.)
- Les idées nouvelles déplaisent aux personnes âgées ; elles aiment à se persuader que le monde n'a fait que perdre au lieu d'acquérir, depuis qu'elles ont cessé d'être jeunes. (Corinne) (Vert.: Nieuwe ideeën bevallen de oudere mensen niet ; zij overtuigen er zich graag van dat de wereld slechts verloren heeft in plaats van te verwerven sinds ze niet meer jong zijn.)
- Voyager est un des plus tristes plaisirs de la vie. (Corinne) (Vert.: Reizen is een van de droevigste geneugten van het leven.)
- Il faut dans nos temps modernes, avoir l'esprit européen. (De l'Allemagne) (Vert.: Men moet in onze moderne tijden de Europese geest hebben.)
- Le mérite des Allemands, c'est de bien remplir le temps ; le talent des Français, c'est de le faire oublier. (De l'Allemagne) (Vert.: Het is de verdienste van de Duitsers dat ze de tijd goed vullen ; het talent van de Fransen is om de tijd te doen vergeten.)
- Tout ce que l'homme a fait de plus grand, il le doit au sentiment douloureux de l'incomplet de sa destinée. (De la littérature) (Vert.: Alle grote dingen die de mens heeft gemaakt zijn te danken aan het pijnlijke gevoel van het onvolledige van zijn lot.)

## Werk
- Sophie ou les sentiments secrets (1786)
- Lettres sur le caractère et les écrits de Jean-Jacques Rousseau (1788)
- In 1790 publiceerde zij een tragedie, getiteld Jeanne Grey, over de onfortuinlijke maar begaafde 16e-eeuwse Engelse koningin Jane Grey, die negen dagen koningin was en vanwege betrokkenheid bij een complot tegen Maria Tudor later onthoofd werd.
- Réflexions sur le procès de la reine (1793)
- De l’influence des passions sur le bonheur des individus et des nations (1796)
- De la littérature considérée dans ses rapports avec les institutions sociales (1800)
- Delphine (1802). Vertaald als: Delphine[a][b][c][d][e] (1808-1819)
- Du caractère de M. Necker et de sa vie privée (1804)
- Corinne ou l’Italie (1807). Vertaald als: Corinna, of Tafereel van Italië[f][g] (1808-1809)
- De l’Allemagne (naar de 2e uitgave 1814 vertaald als: Duitschland[h][i], 1818-1820; Over Duitsland, een journalistieke reis, 1803-1808. Gesel., ingeleid en vertaald door Nelleke van Maaren. 220 p. Amsterdam, Atlas Contact, 1993 ISBN 90-254-0337-9) werd uitgegeven in 1810 en werd meteen verboden door Napoleon, die de politie de opdracht gaf om de tienduizend exemplaren van het werk te vernietigen. Mme de Staël zou het werk een tweede keer uitgeven in 1813, tijdens haar verblijf te Londen. De verdienste van dit werk is dat het Frankrijk in aanraking bracht met de toenmalige Duitse literatuur, in het bijzonder met Schiller, Novalis en Goethe, die terugkeerden naar kasteel en klooster en op nostalgische wijze de Middeleeuwen verheerlijkten.[16] Mme de Staël beweerde dat de Duitse romantiek was voortgekomen uit de mystiek, het christendom en de Germaanse riddergeest.[17]
- Réflexions sur le suicide (1812). Gedeeltelijk vertaald als: Belangrijke schets van Lady Joänna Grey[j] (1814)
- Considérations sur les principaux événements de la Révolution française (1817)
- Dix années d'exil (1821, postuum). Vertaald als: Tien jaren ballingschap. Een nagelaten werk, geschreven in de jaren 1810 tot 1813[k] (1828); Tien jaar ballingschap. Reisverslag van een 19e-eeuwse feministe. Vertaling G.M. Mesland. Rotterdam, Ad Donker, 2004 176 p.